# Aneflus obscurus
Aneflus obscurus là một loài bọ cánh cứng trong họ Cerambycidae.